# 212. Infanterie-Division (9. Königlich Sächsische)
Die 212. Infanterie-Division (9. Königlich Sächsische) war ein Großverband der Sächsischen Armee im Ersten Weltkrieg.

## Geschichte
Die Division wurde am 8. September 1916 aus der „Division Franke“ gebildet und zunächst bis Ende März 1917 an der Westfront eingesetzt. Dann verlegte man sie an die rumänische Front. Nach dem dortigen Waffenstillstand kam der Verband über den Seeweg in die Ukraine, wo Teile über das Kriegsende hinaus bis März 1919 verblieben. Anschließend erfolgte in Leipzig die Demobilisierung.

### Gefechtskalender

#### 1916
- 15. bis 17. September – Reserve der 2. Armee
- 18. September bis 3. Oktober – Schlacht an der Somme
- 04. bis 13. Oktober – Reserve der Heeresgruppe „Kronprinz Rupprecht“
- 13. bis 25. Oktober – Reserve der OHL
- 25. Oktober bis 18. November – Schlacht an der Somme
- 21. November bis 31. Dezember – Stellungskämpfe in der Champagne

#### 1917
- 01. Januar bis 27. März – Stellungskämpfe in der Champagne
- 21. bis 31. März – Transport nach dem Osten
- 27. März bis 30. Mai – Reserve der Heeresgruppe Mackensen
- 30. Mai bis 5. August – Stellungskrieg in der Moldau im Bereich der Flüsse Putna und Sereth
  - 22. bis 25. Juli – Abwehrkämpfe am Sereth
  - 26. Juli bis 5. August – Stellungskrieg am Sereth und Sușita
- 06. August bis 3. September – Durchbruchsschlacht an der Putna und Sușita
- ab 10. Dezember – Waffenstillstand an der rumänischen Front

#### 1918
- bis 7. Mai – Waffenstillstand an der rumänischen Front
- 11. Mai bis 21. Juni – Kämpfe zur Unterstützung der Ukraine
- 22. Juni bis 15. November – Besetzung der Ukraine
- ab 16. November – Räumung der Ukraine

#### 1919
- bis 16. März – Räumung der Ukraine

## Gliederung

### Kriegsgliederung vom 20. Februar 1918
- 408. Infanterie-Brigade
  - Infanterie-Regiment Nr. 182
  - Infanterie-Regiment Nr. 415
  - Infanterie-Regiment Nr. 416
  - 1. Eskadron/1. Königlich Sächsisches Husaren-Regiment „König Albert“ Nr. 18
- Artillerie-Kommandeur Nr. 212
  - Feldartillerie-Regiment Nr. 279
  - II. Abteilung/1. Garde-Reserve-Fußartillerie-Regiment
- Pionier-Bataillon Nr. 212
- Divisions-Nachrichten-Kommandeur Nr. 212

## Kommandeure
| Dienstgrad   | Name                   | Datum                                  |
| ------------ | ---------------------- | -------------------------------------- |
| Generalmajor | Franz Franke           | 08. September 1916 bis 29. Januar 1918 |
| Generalmajor | Max Morgenstern-Döring | 30. Januar 1918 bis März 1919          |